# Faith Divides Us – Death Unites Us
Faith Divides Us — Death Unites Us (с англ. — «Вера разделяет нас — Смерть объединяет нас») — двенадцатый студийный альбом английской готик-метал-группы Paradise Lost, вышедший в 2009 году на лейбле Century Media Records.

## Отзывы критиков
| Оценки критиков | Оценки критиков |
| Источник        | Оценка          |
| --------------- | --------------- |
| AllMusic        | [ 1 ]           |
| Kerrang         | [ 2 ]           |
| Metal Hammer    | (8/10)          |
| Rock Sound      | (9/10)          |
| Sputnikmusic    | [ 5 ]           |

Как заметила в своей рецензии Юлиана Люти из Sonic Seducer, на Faith Divides Us — Death Unites Us Paradise Lost продолжили постепенное утяжеление звучания, начатое ещё на предыдущем диске In Requiem. Она в целом положительно оценила альбом, отметив удачное сочетание агрессивных, «жёстких» песен («As Horizons End», «Living With Scars») с более мелодичными, проникнутыми меланхолией и более доступными для восприятия («Faith Divides Us — Death Unites Us», «Last Regret»).
Эдуардо Ривадавия, критик сайта Allmusic.com, также указал на стилистическую схожесть Faith Divides Us — Death Unites Us с наиболее коммерчески успешным альбомом группы — Draconian Times, выпущенным в 1995 году. По словам Ривадавии, такие композиции, как «As Horizons End», «Last Regret» и «First Light» прекрасно демонстрируют возвращение Paradise Lost к «классическому» звучанию, однако в то же время на диске можно обнаружить и некоторые новшества (к примеру, элементы стоунер-метала в «Universal Dream»), и приёмы, ранее использовавшиеся музыкантами в период их обращения к готик-року (синтезаторная партия в «In Truth»).
Схожую оценку озвучил Трей Спенсер, штатный критик Sputnik Music, отнёсший альбом к жанру дум-метала. По его мнению, на диске вновь появились элементы, использованные группой ещё на дебютном альбоме Lost Paradise. Спенсер отметил интересное сочетание разных стилей вокала в композициях и сочетание медленных, мрачных главных партий с быстрыми гитарными риффами, характерными скорее для классического хэви-метала. Роль клавишных по сравнению с In Requiem ещё сильнее уменьшилась. В целом Спенсер оценил альбом высоко, назвав его оригинальным.

## Список композиций
| №   | Название                                                            | Длительность |
| --- | ------------------------------------------------------------------- | ------------ |
| 1.  | «As Horizons End»                                                   | 5:21         |
| 2.  | «I Remain»                                                          | 4:09         |
| 3.  | «First Light»                                                       | 5:00         |
| 4.  | «Frailty»                                                           | 4:25         |
| 5.  | «Faith Divides Us – Death Unites Us»                                | 4:21         |
| 6.  | «The Rise of Denial»                                                | 4:47         |
| 7.  | «Living With Scars»                                                 | 4:24         |
| 8.  | «Last Regret»                                                       | 4:24         |
| 9.  | «Universal Dream»                                                   | 4:17         |
| 10. | «In Truth»                                                          | 4:50         |
| 11. | «Cardinal Zero (бонус-трек, только в ограниченном издании альбома)» | 4:29         |
| 12. | «Back on Disaster (бонус-трек, только в японской версии альбома)»   | 4:12         |

## Чарты
| Чарт (2009 г.)     | Позиция в чарте |
| ------------------ | --------------- |
| Австрия            | 54              |
| Бельгия (Фландрия) | 66              |
| Бельгия (Валлония) | 63              |
| Нидерланды         | 84              |
| Финляндия          | 22              |
| Венгрия            | 39              |
| Япония             | 281             |
| Швеция             | 29              |
| Швейцария          | 52              |
| Великобритания     | 122             |

## Участники записи
- Ник Холмс — вокал
- Аарон Аеди — ритм-гитара, акустическая гитара
- Грег Макинтош — лидер-гитара
- Адриан Эрландссон — ударные
- Стив Эдмондсон — бас